# Амерсбек
Амерсбек (њем. Ammersbek) општина је у њемачкој савезној држави Шлезвиг-Холштајн. Једно је од 55 општинских средишта округа Штормарн. Према процјени из 2010. у општини је живјело 9.313 становника. Посједује регионалну шифру (AGS) 1062090, NUTS (DEF0F) и LOCODE (DE AMS) код.

## Географија
Амерсбек се налази у савезној држави Шлезвиг-Холштајн у округу Штормарн. Општина се налази на надморској висини од 30 метара. Површина општине износи 17,7 km².

## Становништво
У самом мјесту је, према процјени из 2010. године, живјело 9.313 становника. Просјечна густина становништва износи 526 становника/km².

## Међународна сарадња
| Мјесто | Држава    | Врста сарадње | Од    |
| ------ | --------- | ------------- | ----- |
|        | Француска | партнерство   | 1986. |
| Извор  |           |               |       |